# Schwarzfisch

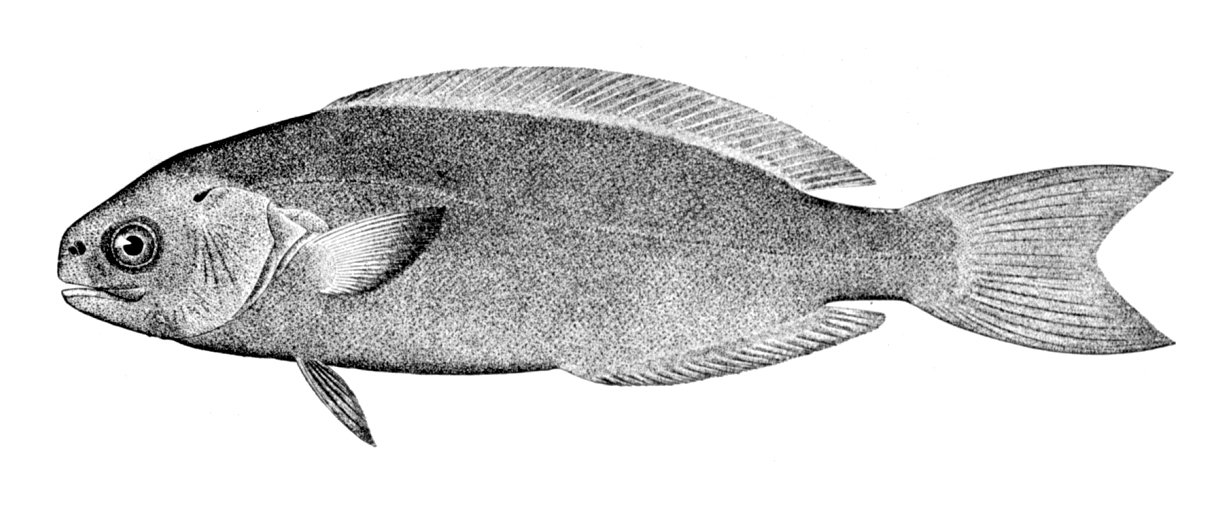
Zeichnung

Der Schwarzfisch (Centrolophus niger) aus der Familie der Schwarzfische (Centrolophidae) ist ein Bewohner der Hochsee, der bis 1,5 m lang werden kann. Er bewohnt alle gemäßigten Meere (ausgenommen den Nordpazifik) einschließlich des Mittelmeers; im Ostatlantik kommt er auch im tropischen Bereich vor, oder nach Norden bis Island. Sein wissenschaftlicher Name (von griechisch κεντρολόφος) bedeutet „Stachelschopf“ (wegen der Form der Rückenflosse).

## Beschreibung
Die nordamerikanische Bezeichnungen „black ruff“ oder „Bermuda chub“ (neben blackfish und rudderfish) treffen deskriptiv nicht besonders gut (ruff = „Kaulbarsch“; chub = „Döbel“ – es gibt aber wegen des runden Kopfprofils keinen bekannteren Süßwasserfisch dieser Körpergestalt). Der Schwarzfisch ist zumindest dunkelbraun oder dunkelgrau bis (blau)schwarz, wobei die Flossen, so weit möglich, am dunkelsten sind. Bei Jungfischen kann man zwei bis vier vertikale Streifen erkennen. Das Maul ist klein (Länge wenig größer als der Augendurchmesser). Der Körper ist seitlich ziemlich zusammengedrückt. Die Flossenformel ist D V/37–41, A III/20–24, P 19–23. Die Hartstrahlen-Abschnitte der Flossen sind hautbedeckt. Die Bauchflossen sind schwach. Die Seitenlinie verläuft bogig in 190–230 Cycloidschuppen. Auf dem ersten Kiemenbogen stehen innen 18–23 Reusendornen. Die Funktion der postpharyngealen Rachensäcke ist unklar. Da er geschlechtsreif keine Schwimmblase mehr hat, muss die Verknöcherung schwach bleiben.

## Lebensweise
Dieser epi- und mesopelagische Fisch kommt bis in 1100 m Tiefe vor und ernährt sich räuberisch von verschiedenen Nekton-Tieren, zum Beispiel von Fischen, Krebstieren, Kalmaren, Salpen, Rippenquallen und Schnecken. Man trifft ihn öfters in kleinen Gruppen; die Jungfische leben epipelagisch, assoziiert mit Medusen und Salpen. Auch die geschlechtsreifen Fische halten sich noch gerne an Treibgut. Er ist essbar und für Hochseeangler von Interesse. Ähnlich wie bei Ruvettus oder Lepidocybium flavobrunneum kann die Muskulatur – wohl in Abhängigkeit von Nährtieren – größere Mengen für uns unverdaulicher Lipide (Diacylglycerylester, Squalen u. a.) enthalten, die zu Durchfall führen können, wobei allerdings der "rudderfish" die wenigsten Beschwerden macht (offenbar weil er nur lokal oder saisonal Nahrung aufnimmt, die dann die Keriorrhöe-Probleme beim Menschen erzeugt).

## Beleg
1. ↑  Peter D. Nichols, Ben D. Mooney, Nicholas G. Elliott: Unusually high levels of non-saponifiable lipids in the fishes escolar and rudderfish: Identification by gas and thin-layer chromatography. In: Journal of Chromatography. A, Bd. 936, Nr. 1/2, 2001, S. 183–191, doi:10.1016/S0021-9673(01)00894-9.